# الفتح الإسلامي لخراسان

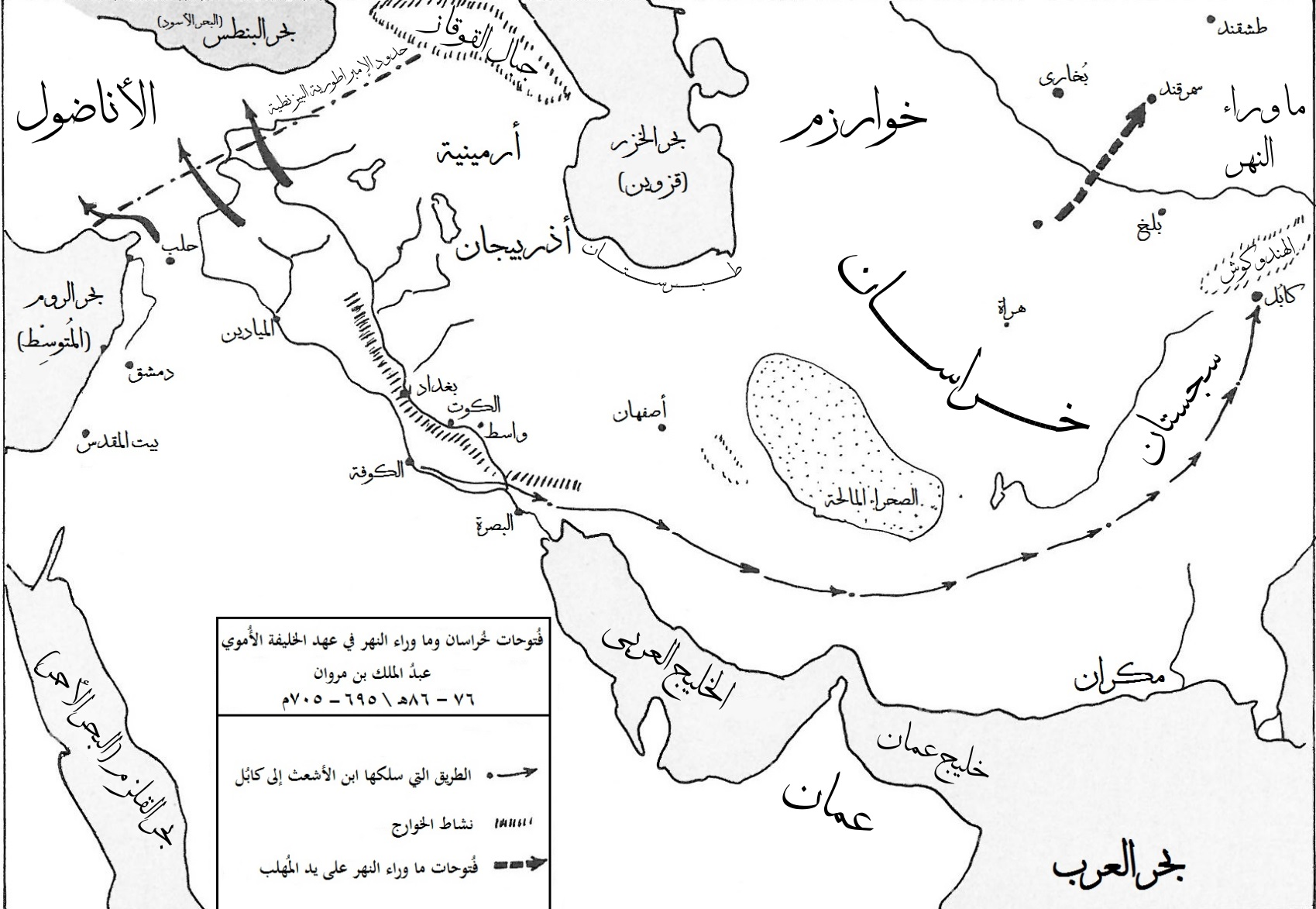
فتوحات خراسان وما وراء النهر في عهد عبد الملك بن مروان

خراسان بضم الخاء ، اختلفت أراء المؤرخين في أصل تسميتها، فقال دغفل النسابة : خرج خراسان وهيطل ابنا عالم بن سام بن نوح عليهما السلام، لما تبلبلت اللسن ببابل فنزل كل واحد منهما البلد المنسوب إليه وقيل : خُر اسم للشمس بالفارسية الدَّرية وأسان كأنه أصل الشيء ومكانه وقيل : معناه كل سهل لأن خُر كل وأسان سهل

## الموقع والمساحة
موقعها في العصر الحديث يقع شرق إيران وغرب تركمستان وأفغانستان وتبلغ مساحتها 300/ 314كم .
وينقل الحموي وابن الفقيه عن البلاذري ، إن خراسان أربعة أرباع
- الربع الأول : إيران شهر وهي نيسابور وقهستان والطيسان وهراة وبوشنج وباذغيس وطوس .
- الربع الثاني : مرو الشاهجان وسرخس، ونسا وأبيورد ومرو الروذ والطالقان وخوارزم (توضيح) وآمل .
- الربع الثالث : وهو غربي النهر وبينه وبين النهر ثمانية فراسخ، الفارياب والجوزجان وطخارستان العليا (وهي الطالقان والختل) وخست واندرابة والباميان وبغلان ووالج ورستاق بنك وبذخشان وترمذ في شرق بلخ والصغانيان وزم وطخارستان السفلى وخلم وسحنجان .
- الربع الرابع : ما وراء النهر بخارى والشاش والطراوبند والصغد وهوكس والنسف والروسيان وأشروسنة وسنام قلعة المقنع وفرغانة وسمرقند .

ويرى الحموي أن بلاد ما وراء النهر هي بلاد الهياطلة وما ذكره البلاذري من البلاد كان مضموما إلى والي خراسان وكان اسم خراسان يجمعها .

## حدود خراسان
هي بلاد واسعة تتاخم العراق من الغرب، والهند وأفغانستان من الشرق، ومن الجنوب كرمان وسجستان ، ومن الشمال تركستان ، وبحر الخزر .

## وصف خراسان ومستوطنيها
عرفت خراسان بطيب الهواء وعذوبة الماء وصحة التربة وعذوبة الثمرة، وعرف أهل خراسان بأحكام الصنعة وتمام الخلقة وحسن الوجوه وجودة السلاح والدروع والثياب وهو الذين قتلوا فيروز بن يزدجر ملك الفرس وهم قتلوا كسرى بن قباذ، وهم أهل تجارب وأصبرهم على البؤس وإنهم دخلوا في الإسلام رغبة وطوعا وهم أشد الناس بالدين تمسكا فمنهم المحدثون والعلماء والعباد، وقال ابن قتيبة : أهل خراسان أهل دعوة وأنصار دولة ولم يزالوا في أكثر ملك العجم لقاحا لا يؤدون إلى أحد إتاوة ولا خراجا .

## أهم مدن خراسان
- بلخ : مدينة مشهورة في خراسان، تقع في الإقليم الخامس، وهي من أجلّ مدن خراسان، وأكثرها خيرا وأوسعها غلة، تحمل غلتها إلى جميع خراسان وخوارزم، قيل إن أول من بناها لهر اسف الملك وقيل اسكندر بناها، ويقال لجيحون نهر بلخ، وينسب إليها خلق كثير من أهل العلم والمعرفة ومن علمائها الحسن بن شجاع البلخى الحافظ المتوفى سنة 244هـ .
- نيسابور : بفتح أوله وهي خارجة من الإقليم الرابع، في الإقليم الخامس وهي مدينة عظيمة ذات فضائل جسيمة معدن الفضلاء، ومنبع العلماء، ، ولها أسماء أخرى مثل : أبر شهر وجند سابور، وسابور خواست، ومن أشهر علمائها أبو الحسن عبد الرحيم النيسابوري توفي 510هـ .
- مرو : وهي مدينتان متقاربتان :

مرو الشاهجان : هي مرو العظمى، أشهر مدن خراسان وقصبتها، وإليها ينسب المروزي .
مرو الروذ : المرو: الحجارة البيض تقتد حبها النار، والروذ : بالفارسية النهر، ومرو الروذ قريبة من مرو الشاهجان، وتقع على نهر عظيم، وتقع في الإقليم الخامس، ومن أشهر علمائها القاضي أبو حامد أحمد الروذي.
- هراة : وهي مدينة عظيمة مشهورة من أمهات مدن خراسان، وفيها بساتين كثيرة ومياه غزيرة، وقد خربها المغول في سنة 618هـ ومملوّة بأهل الفضل والثراء .

## الفتح الإسلامي
تذكر المصادر التاريخية أنه تم في عهد خلافة عمر بن الخطاب فتح خراسان، إذ انهزم يزدجرد الثالث بن شهريار، فلما انتهى إلى الري خرج منها إلى أصبهان ثم أتى كرمان والنار معه ثم عزم على خراسان فأتى مرو فنزلها وقد نقل النار فبنى لها بيتا واطمان في نفسه وأمن أن يؤتى وكاتب من مرو من بقي من الأعاجم فيما لم يفتتحه المسلمون فدانوا له فإذن عمر بن الخطاب للمسلمين في الانسياح فخرج الأحنف بن قيس إلى خراسان فدخلها من الطبسين فافتتح هراة عنوة واستخلف عليها صحار العبدي ثم سار إلى مرو الشاهجان وفيها يزدجر، وبعث الأحنف مطرّف إلى نيسابور ، والحارث بن حسان إلى سرخس، ولما دنا الأحنف من مرو الشاهجان، خرج منها يزدجرد إلى مرو الروذ حتى نزلها، وبمرو الروذ كتب يزدجر إلى خاقان يستمده، وكتب إلى ملك الصغد يستمده وكتب إلى ملك الصين يستعينه أيضا .
خرج الأحنف من مرو الشاهجان استخلف عليها حارثة بن النعمان الباهلي بعدما لحقت به إمداد أهل الكوفة قاصدا مرو الروذ، فلما بلغ ذلك يزدجر خرج منها إلى بلخ ونزل الأحنف مرو الروذ وقدم أهل الكوفة فساروا إلى بلخ فهزم الله يزدجر وتوجه في أهل فارس إلى النهر فعبر ولحق الأحنف بأهل الكوفة وقد فتح الله عليهم وكتب الأحنف إلى عمر بفتح خراسان، فقال : لو وددت أني لم أكن بعثت إليها جندا، ولوددت أنه كان بيننا وبينها بحر من نار وعاد الأحنف إلى مرو الروذ فنزلها بعد أن عقد الصلح مع أهل خراسان ممن تحصن فيما بين نيسابور إلى طخارستان ممن كان في مملكة كسرى فكتب عمر إلى الأحنف فلا تجوزن النهر واقتصر على ما دونه وقد عرفتم بأي شيء دخلتم على خراسان فداوموا على الذي دخلتم به خراسان يدم لكم النصر وإياكم أن تعبروا فتنغضوا وكان ذلك في فتحت في سنة 22هـ .

## انظر ايضاً
- شهربانو